# St Andrew’s Episcopal Church (Fort William)

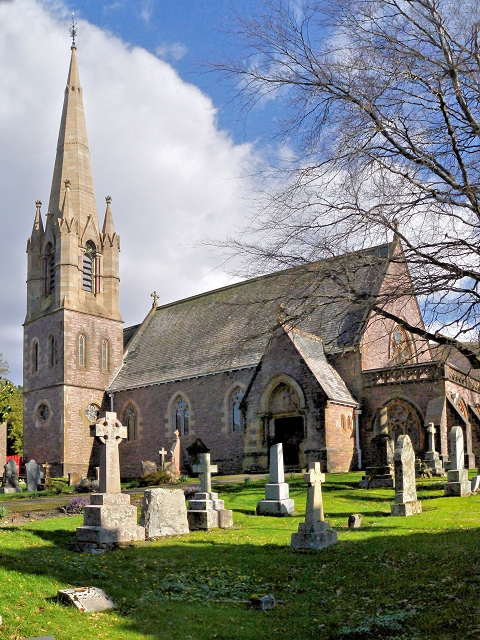
St Andrew’s Episcopal Church

Die St Andrew’s Episcopal Church ist ein Kirchengebäude der Scottish Episcopal Church in der schottischen Ortschaft Fort William in der Council Area Highland. 1971 wurde das Bauwerk in die schottischen Denkmallisten in der höchsten Denkmalkategorie A aufgenommen.

## Geschichte
Zwischen 1817 und 1876 befand sich am Standort die Rosse Episcopal Chapel. Die heutige Andreaskirche wurde zwischen 1879 und 1884 errichtet. Für ihren Entwurf zeichnet der in Inverness ansässige schottische Architekt Alexander Ross verantwortlich, der verschiedene Bauten für die Scottish Episcopal Church plante, darunter die Inverness Cathedral. Finanziell ermöglichte George Baynton Davey aus Spean Bridge durch Stiftungen den Kirchenbau. Mit den Holzschnitzereien wurde der aus Exeter stammende Kirchenschnitzer Harry Hems betraut. Die Fliesen stammen aus der Fabrik Minton & Co, während Salviati die Mosaike schuf. Clayton & Bell gestaltete die Bleiglasfenster.

## Beschreibung
Die St Andrew’s Episcopal Church steht abseits der High Street im Zentrum von Fort William. Die Kreuzkirche ist neogotisch ausgestaltet. Ihr Mauerwerk besteht aus roten, bossierten Granitquadern mit kontrastierenden Sandsteineinfassungen. Das spitzbogige Hauptportal an der Nordwestfassade ist mit polierten Granitsäulen und einer Andreasstatue in der mit Disteln und Rosen ornamentierten Archivolte ausgeführt. An der westlichen Giebelseite des Langhauses schließt sich die flache Taufkapelle an. Sie ist mit spitzbogigen Maßwerken, Strebepfeilern und abschließender Steinbalustrade gestaltet. Der dreigeschossige Glockenturm an der Nordwestseite weist einen quadratischen Grundriss auf. Die Oculi des untersten Abschnitts sind mit Vierpässen gestaltet. Der zweite Turmabschnitt ist mit jeweils zwei rundbogigen Lanzettfenstern je Seite ausgeführt. Kleine Wimperge verdachen die Spitzbogenfenster im dritten Abschnitt. Er ist mit schlanken Ecktürmchen mit Fialen gestaltet. Der Turm schließt mit einem spitzen Helm.